# Heart Rhythm
Heart Rhythm is een internationaal peer-reviewed wetenschappelijk tijdschrift op het gebied van de cardiologie. Het is het officiële tijdschrift van de Heart Rhythm Society.
Het blad is gespecialiseerd in hartritmestoornissen en in de elektrofysiologie van het hart. Het publiceert klinische, experimentele, en theoretische artikelen. Een bijzonderheid is dat Heart Rhythm bij nagenoeg elk artikel een redactioneel commentaar plaatst.  Heart Rhythm is opgericht in 2004 en had anno 2018 een impact factor van 5,225. Het wordt uitgegeven door Elsevier (uitgeverij) en verschijnt maandelijks.
Van de oprichting van het blad in 2004 tot in 2013 was Prof. Douglas P. Zipes de hoofdredacteur. Hij is opgevolgd door Peng-Sheng Chen (Indiana University School of Medicine).
De inhoud van Heart Rhythm is in het algemeen alleen in te zien voor abonnementhouders. Veel grote universiteiten en ook individuele leden van de Heart Rhythm Society zijn op dit blad geabonneerd. De redactie kan ook besluiten om bepaalde artikelen gratis beschikbaar te maken. Dit gebeurt bijvoorbeeld bij het maandelijkse featured article (etalage-artikel).